# Tatobity
Tatobity település Csehországban, Semilyi járásban. Tatobity Veselá, Radostná pod Kozákovem, Stružinec, Slaná, Žernov, Rovensko pod Troskami és Chuchelna településekkel határos. Lakosainak száma 597 fő (2024. január 1.).

## Népesség
A település lakosságának változását az alábbi diagram mutatja:
| Lakosok száma | 1192 | 1362 | 1194 | 805  | 587  | 523  | 558  | 562  | 587  | 597  |
|               | 1869 | 1890 | 1921 | 1950 | 1980 | 2001 | 2017 | 2019 | 2022 | 2024 |